# Казальрену
Казальрену́ (фр. Cazalrenoux) — коммуна во Франции, находится в регионе Лангедок — Руссильон. Департамент коммуны — Од. Входит в состав кантона Фанжо. Округ коммуны — Каркасон.
Код INSEE коммуны — 11087.

## Население
Население коммуны на 2008 год составляло 76 человек.
| 1962 | 1968 | 1975 | 1982 | 1990 | 1999 | 2008 |
| ---- | ---- | ---- | ---- | ---- | ---- | ---- |
| 60   | 92   | 73   | 78   | 70   | 84   | 76   |

## Экономика
В 2007 году среди 50 человек в трудоспособном возрасте (15—64 лет) 38 были экономически активными, 12 — неактивными (показатель активности — 76,0 %, в 1999 году было 58,8 %). Из 38 активных работали 35 человек (18 мужчин и 17 женщин), безработными были 3 мужчин. Среди 12 неактивных 5 человек были учениками или студентами, 3 — пенсионерами, 4 были неактивными по другим причинам.